# Bahnstrecke Rottenbach–Katzhütte
| |                      |                                               |                                               |
| Streckennummer: | 6690                 |                                               |                                               |
| Kursbuchstrecke (DB): | 562                  |                                               |                                               |
| Kursbuchstrecke: | 163a (1934)          |                                               |                                               |
| Streckenlänge: | 24,950 km            |                                               |                                               |
| Spurweite: | 1435 mm (Normalspur) |                                               |                                               |
| Maximale Neigung: | 37 ‰                 |                                               |                                               |
| Minimaler Radius: | 180 m                |                                               |                                               |
| Streckengeschwindigkeit: | 60 km/h              |                                               |                                               |
| |                      |                                               |                                               |
| \| \| \| von Saalfeld (Saale) \| \| \| \| 0,000 \| Rottenbach \| Rottenbach \| \| \| \| nach Arnstadt \| \| \| \| 0,850 \| Infrastrukturgrenze DB InfraGO / DB RegioNetz \| Infrastrukturgrenze DB InfraGO / DB RegioNetz \| \| \| 2,480 \| Köditzberg \| Köditzberg \| \| \| \| nach Königsee \| \| \| \| 4,850 \| Bechstedt-Trippstein \| Bechstedt-Trippstein \| \| \| 7,362 \| Schwarzburg \| Schwarzburg \| \| \| 10,634 \| Sitzendorf-Unterweißbach \| Sitzendorf-Unterweißbach \| \| \| 14,410 \| Obstfelderschmiede zur Bergbahn \| Obstfelderschmiede zur Bergbahn \| \| \| 14,50 \| Oberweißbacher Bergbahn \| Oberweißbacher Bergbahn \| \| \| \| \| \| \| \| 16,442 \| Mellenbach-Glasbach \| Mellenbach-Glasbach \| \| \| 18,380 \| Zirkel \| Zirkel \| \| \| 22,028 \| Meuselbach-Schwarzmühle \| Meuselbach-Schwarzmühle \| \| \| 24,950 \| Katzhütte \| Katzhütte \| |                      |                                               |                                               |
| Strecke |                      | von Saalfeld (Saale)                          | von Saalfeld (Saale)                          |
| Bahnhof | 0,000                | Rottenbach                                    | Rottenbach                                    |
| Abzweig geradeaus und nach rechts |                      | nach Arnstadt                                 | nach Arnstadt                                 |
| Wechsel des Eisenbahninfrastrukturunternehmens | 0,850                | Infrastrukturgrenze DB InfraGO / DB RegioNetz | Infrastrukturgrenze DB InfraGO / DB RegioNetz |
| ehemaliger Bahnhof | 2,480                | Köditzberg                                    | Köditzberg                                    |
| Abzweig geradeaus und ehemals nach rechts |                      | nach Königsee                                 | nach Königsee                                 |
| Haltepunkt / Haltestelle | 4,850                | Bechstedt-Trippstein                          | Bechstedt-Trippstein                          |
| Bahnhof | 7,362                | Schwarzburg                                   | Schwarzburg                                   |
| Bahnhof | 10,634               | Sitzendorf-Unterweißbach                      | Sitzendorf-Unterweißbach                      |
| Haltepunkt / Haltestelle | 14,410               | Obstfelderschmiede zur Bergbahn               | Obstfelderschmiede zur Bergbahn               |
| Abzweig geradeaus und von links | 14,50                | Oberweißbacher Bergbahn                       | Oberweißbacher Bergbahn                       |
| Strecke |                      |                                               |                                               |
| Bahnhof | 16,442               | Mellenbach-Glasbach                           | Mellenbach-Glasbach                           |
| ehemaliger Haltepunkt / Haltestelle | 18,380               | Zirkel                                        | Zirkel                                        |
| Haltepunkt / Haltestelle | 22,028               | Meuselbach-Schwarzmühle                       | Meuselbach-Schwarzmühle                       |
| Kopfbahnhof Streckenende | 24,950               | Katzhütte                                     | Katzhütte                                     |

Die Bahnstrecke Rottenbach–Katzhütte, auch Schwarzatalbahn, ist eine Nebenbahn in Thüringen. Die 25 Kilometer lange Strecke führt im Thüringer Wald von Rottenbach nach Katzhütte. Die Bahnstrecke hat ihren Namen vom Fluss Schwarza, einem linken Nebenfluss der Saale, dem sie im mittleren Abschnitt von Schwarzburg bis Katzhütte folgt.

## Geschichte

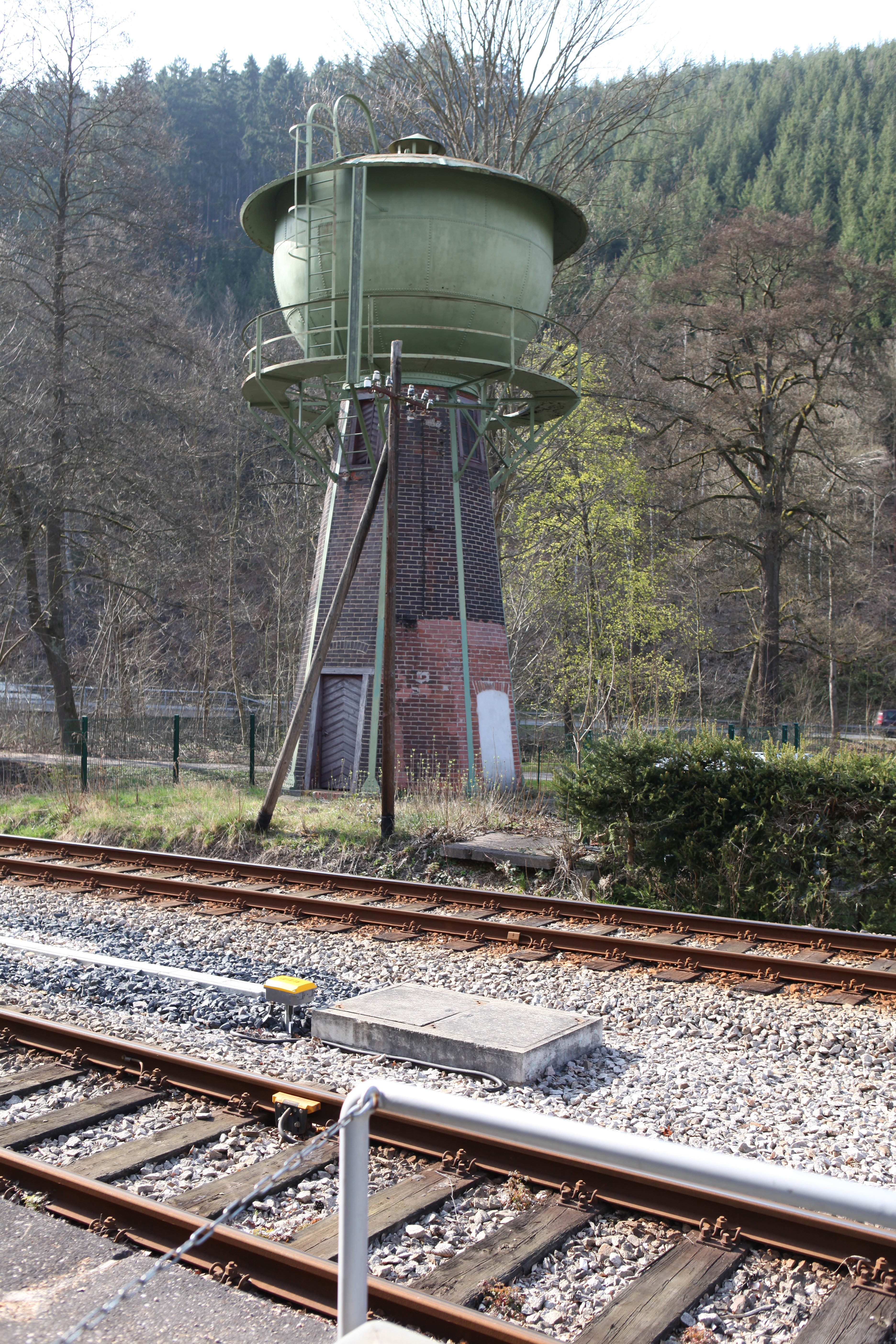
Wasserturm des Bahnhofs Sitzendorf-Unterweißbach

Zur Erschließung des Schwarzatales mit seinen schwarzburgischen Waldgebieten und der dort angesiedelten Holz-, Glas- und Porzellanindustrie wurde über den Bau einer Eisenbahnstrecke von Rottenbach nach Katzhütte, mit einer Zweigstrecke nach Königsee, am 30. Januar 1895 ein Staatsvertrag zwischen dem Königreich Preußen und dem Fürstentum Schwarzburg-Rudolstadt geschlossen. Da die Jagdgebiete des Fürsten Günther Victor von Schwarzburg-Rudolstadt im unteren Schwarzatal lagen, erfolgte zu deren Umfahrung eine aufwändige Linienführung vom Tal der Rinne über einen Höhenzug zum Schwarzatal. Der erste Streckenabschnitt von Rottenbach, wo der Anschluss an die Bahnstrecke Arnstadt–Saalfeld besteht, über Köditzberg nach Königsee wurde am 16. Dezember 1899 eröffnet. Ein halbes Jahr später am 27. Juni 1900 wurde der Abschnitt von Köditzberg nach Sitzendorf in Betrieb genommen, und am 18. August war die ganze Strecke fertig. Der Bau und Betrieb der Schwarzatalbahn erfolgte bis 1920 durch die Preußischen Staatseisenbahnen. Die Verlängerung der Strecke nach Großbreitenbach zur Ilmenau-Großbreitenbacher Eisenbahn oder über Scheibe-Alsbach nach Eisfeld wurde aufgrund der schwierigen Topographie und des geringen erwarteten Verkehrsaufkommens nicht verwirklicht.
Wegen der komplizierten topographischen Verhältnisse und aus lokalpolitischen Gründen wurde seinerzeit viel darüber gestritten, wo Stationen an der Strecke errichtet und wie diese benannt werden sollten. Deswegen finden sich bei den Stationsbezeichnungen ungewöhnlich viele Doppelnamen.
Eine Ergänzung erfuhr die Bahnlinie am 15. März 1923 mit der Eröffnung der Oberweißbacher Bergbahn, die am neuen Haltepunkt Obstfelderschmiede an die Strecke angebunden wurde.
Im Jahr 1999 führte unterlassener Streckenunterhalt zur Einstellung des Gesamtverkehrs auf dem Abschnitt zwischen Obstfelderschmiede und Katzhütte, am 28. Mai 2000 wurde die restliche Strecke gesperrt. Zwei Jahre später wurde die „DB RegioNetz Infrastruktur GmbH, Oberweißbacher Berg- und Schwarzatalbahn“ gegründet und mit der Streckensanierung begonnen. Die Wiederinbetriebnahme der Schwarzatalbahn feierte man am 15. Dezember 2002.

## Strecke
Die Bahnstrecke zweigt westlich vom Rottenbacher Bahnhof in ungefähr 280 Meter über NN von der Hauptbahn Arnstadt–Saalfeld Richtung Süden ab und folgt der Bundesstraße 88 bis Unterköditz. In Unterköditz biegt die Trasse Richtung Süd-Ost ab und verlässt das Tal des Baches Rinne um hinter Bechstedt bei ungefähr 400 Meter den Kulminationspunkt der Strecke zu erreichen. Der Bahnhof von Schwarzburg liegt am Nordhang des steil abfallenden und in Ost-West-Richtung verlaufenden Schwarzatales in einer Höhe von 385 Meter und wird nach einer engen Rechtskurve erreicht. Der anschließende Abstieg bis ins Schwarzatal ist in Sitzendorf bei ungefähr 305 Meter über NN beendet. Die nächsten 14 Kilometer bis zur Endstation Katzhütte folgt die Bahnstrecke der Schwarza, wobei sie diese dreizehnmal quert.

Logo der Oberweißbacher Berg- und Schwarzatalbahn

## Verkehr
Auf der Strecke verkehrten anfangs bis zu sechs Reisezugpaare täglich. Die Reisezeit betrug ungefähr 70 Minuten. Als Lokomotiven kamen zuerst Lokomotiven der Baureihe Preußische T 15 zum Einsatz, es folgte später die Baureihe T 14 (DR-Baureihe 93) und Ende der 1960er noch die DR-Baureihe 83.10. Mit der Diesellokomotive der Baureihe 110 wurde 1971 die Traktionsumstellung durchgeführt, vor schwereren Zügen kamen in der DDR auch die Baureihen 118 und 119 zum Einsatz. Ein Einsatz der aus der Sowjetunion importierten Lokomotiven der Baureihen 120 und 130/131/132 kam wegen deren hohen Achslasten jedoch nicht infrage.
Mit dem sogenannten Bäder-Schnellzug D 900/903 bestand zu DDR-Zeiten sogar eine regelmäßige Schnellzug-Verbindung zwischen Dresden und Katzhütte. Die Züge fuhren dabei von Dresden über Gera bis Rudolstadt im Schnellzug-Plan und ab dort bis Katzhütte im Personenzug-Plan. Sinn dieser Bäder-Schnellzüge war, den zahlreichen Urlaubern auch in kleineren Ortschaften eine Fern-Verbindung zu bieten. Mit der Wende und der stark zunehmenden Individual-Motorisierung wurde diese Zug-Verbindung mangels Nachfrage eingestellt.
Da der Güterverkehr in der DDR administrativ auf die Schiene verlegt werden musste, gewann er auf der Strecke seit den 60er Jahren eine hohe Bedeutung. In Katzhütte wurde sogar eine Container-Verlade-Anlage errichtet. Mit den politischen und wirtschaftlichen Veränderungen brach der Güterverkehr nach 1990 jedoch weitgehend zusammen.
Da die Brücken über die Schwarza nur für kleine Achslasten zugelassen sind, wurde später auch noch die stärkere sechsachsige Baureihe 119 mit 16 Tonnen Achslast als Streckenlokomotive verwendet. Im Jahr 1989 betrug die Reisezeit für die fünf Zugpaare eine knappe Stunde. Ab Mitte der 1990er wurden nur noch Triebwagenzüge eingesetzt.
Seit der Wiederinbetriebnahme im Jahr 2002 pendeln zwischen Rottenbach und Katzhütte mit einer Reisezeit von 43 Minuten zwei Triebwagen der Baureihe 641. Diese fahren im Stundentakt mit Kreuzung zur üblichen Symmetrieminute :59 (an :58 und ab :00) in Sitzendorf-Unterweißbach. Ein weiterer Triebwagen dient als Betriebsreserve. Im Sonderverkehr wurden bis März 2019 zwei Triebwagen der DR-Baureihe VT 2.09 eingesetzt.
2015 verkehrte im Sommer samstäglich der Schwarzatalexpress von Jena Saalbahnhof nach Katzhütte. Zuvor wurden die Regionalbahnen aus Richtung Leipzig und Gera nach Katzhütte durchgebunden. Eingesetzt wurden Züge der BR 650 der Erfurter Bahn. 
Die Betriebsführung erfolgt im Zugleitbetrieb mit Rückfallweichen. Der Güterverkehr auf der angrenzenden Oberweißbacher Bergbahn wurde bereits 1966 aufgegeben.

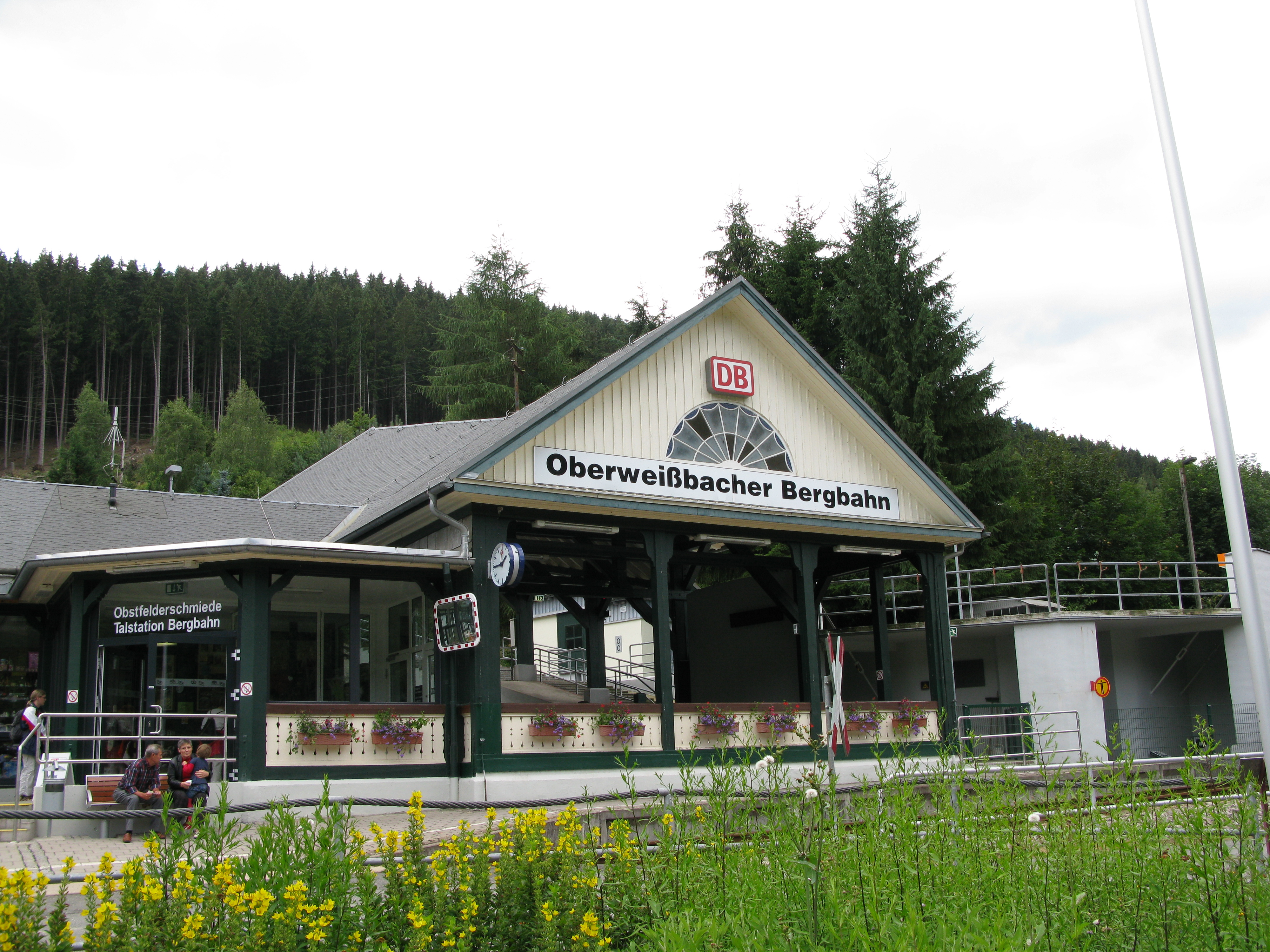
Haltepunkt Obstfelderschmiede, Zugangspunkt zur Oberweißbacher Bergbahn
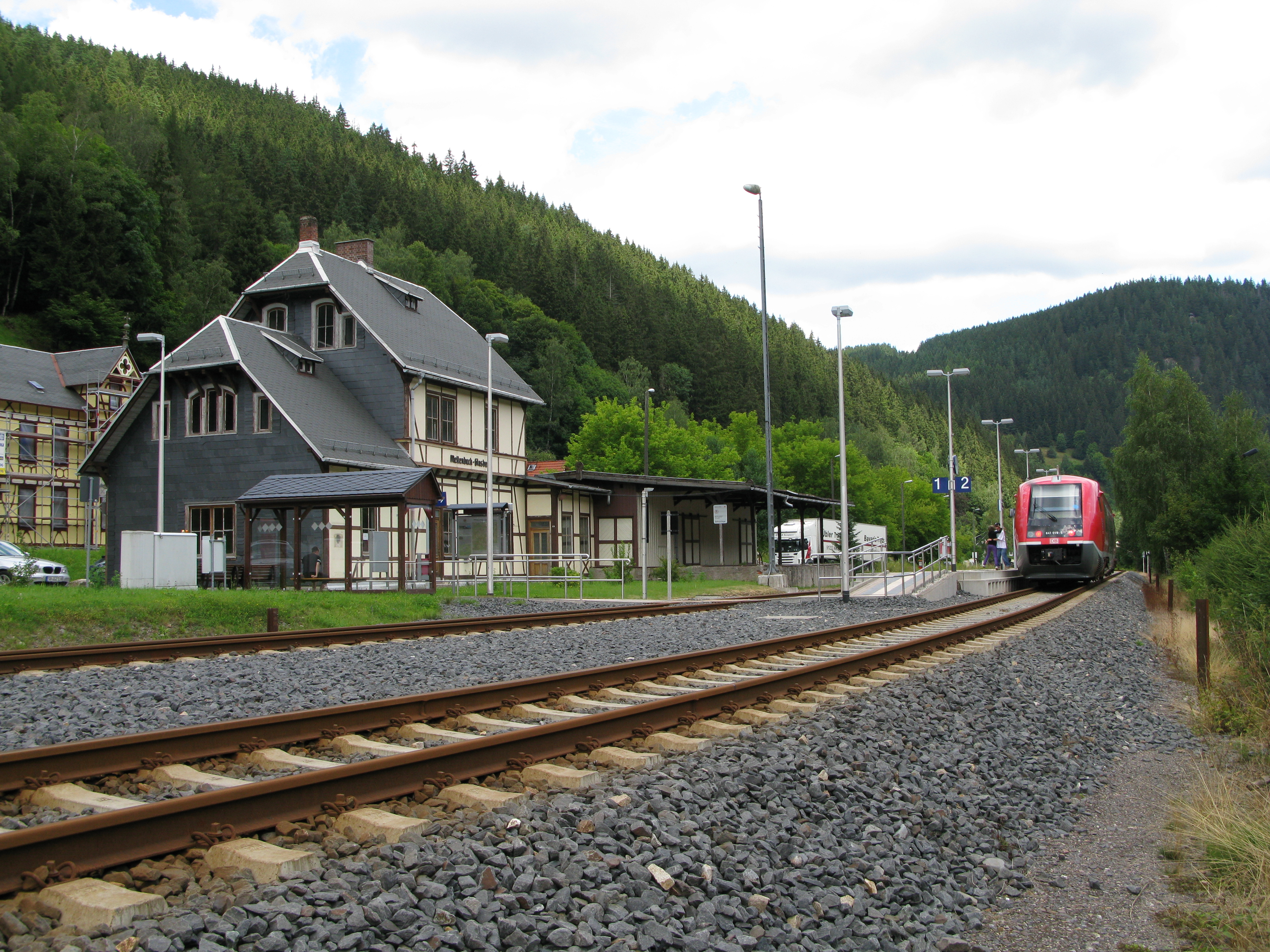
Bahnhof Mellenbach-Glasbach (2009)
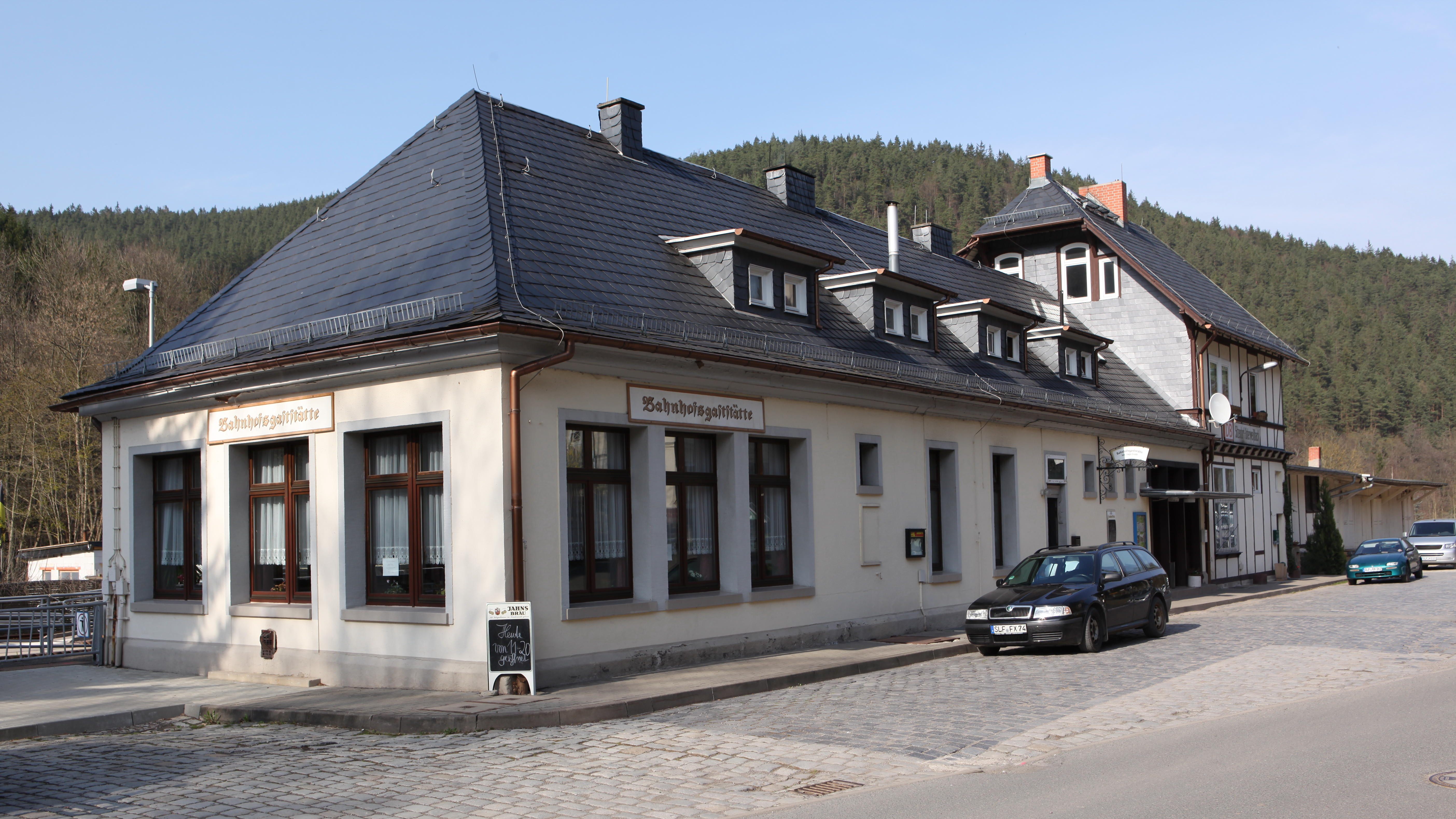
Bahnhof Sitzendorf-Unterweißbach (2014)